# Laporte (Pennsylvanie)
Pour les articles homonymes, voir Laporte.
Le borough de Laporte est le siège du comté de Sullivan, situé en Pennsylvanie, aux États-Unis. Laporte est le siège de comté le moins peuplé de Pennsylvanie selon le recensement de 2000.

## Galerie photographique

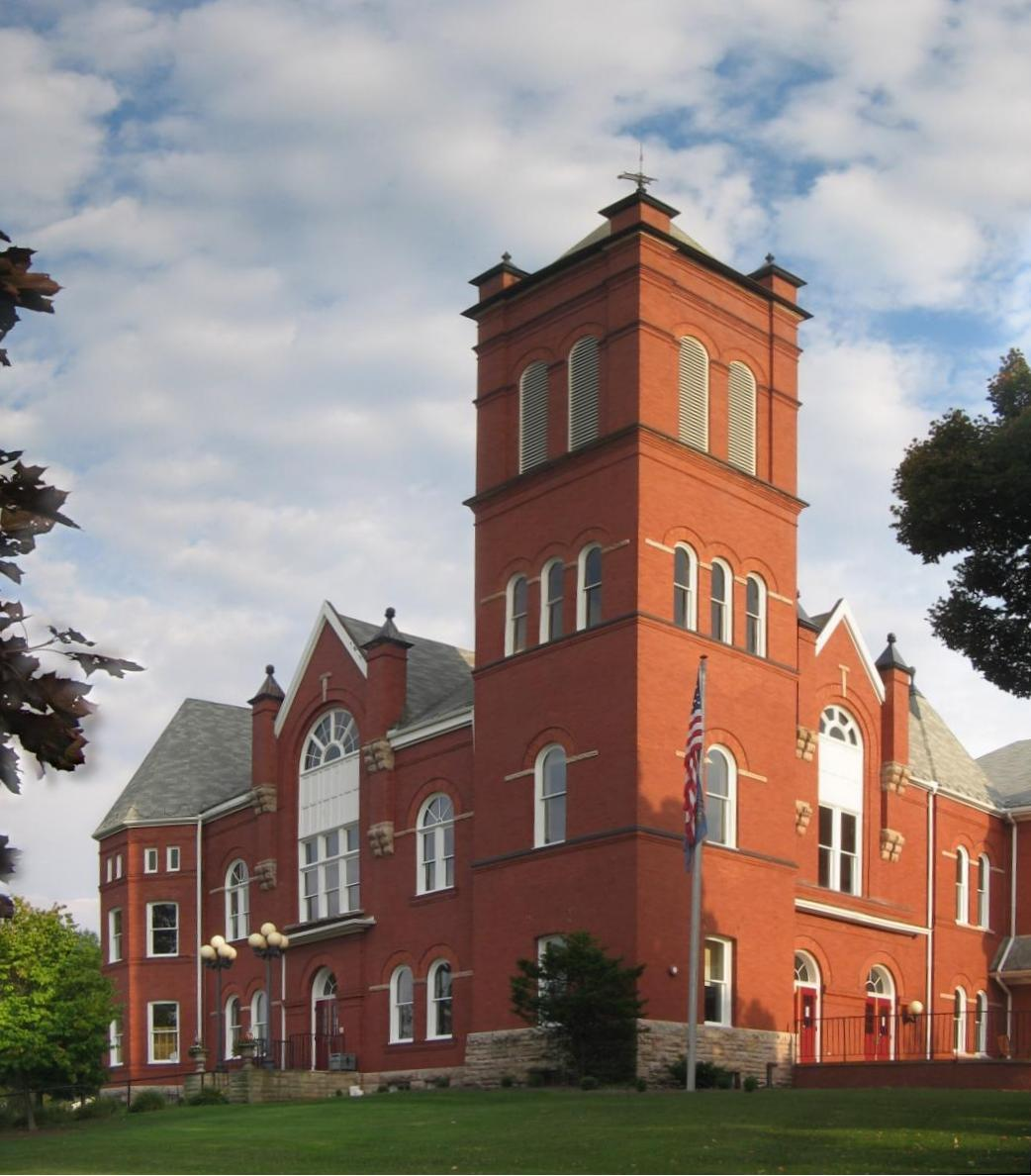
La cour de justice du comté

## Source
- (en) Cet article est partiellement ou en totalité issu de l’article de Wikipédia en anglais intitulé « Laporte, Pennsylvania » (voir la liste des auteurs).

1. ↑  Oliver P. Williams, County Courthouses of Pennsylvania : A Guide, Stackpole Books, 2001, 244 p. (ISBN 0-8117-2738-6, lire en ligne)
2. ↑  « Population and Housing Unit Estimates » (consulté le 24 mars 2018)
3. ↑  « Census of Population and Housing », U.S. Census Bureau (consulté le 11 décembre 2013)
4. ↑  « American FactFinder », Bureau du recensement des États-Unis (consulté le 31 janvier 2008)
5. ↑  « Incorporated Places and Minor Civil Divisions Datasets: Subcounty Resident Population Estimates: April 1, 2010 to July 1, 2012 » [archive du 11 juin 2013], sur Population Estimates, U.S. Census Bureau (consulté le 11 décembre 2013)